# Burgstall
Burgstall es el nombre de la única isla en el lago Abtsdorfer (Abtsdorfer See) en el condado de Berchtesgaden, específicamente en las coordenadas geográficas 47°54′41″N 12°54′12″E / 47.91139, 12.90333. Administrativamente depende del Estado federado alemán de Baviera. Posee 2,51 hectáreas de superficie un largo de 335 metros y un ancho de 90 metros.